# Tamaños de automóviles
Las clases de tamaños de automóviles son una serie de calificaciones asignadas a diferentes segmentos de vehículos a los efectos de establecer su régimen fiscal o para comparar sus emisiones contaminantes, su consumo de carburante o su comportamiento en los ensayos de impacto. Se utilizan varios métodos para clasificar los vehículos; en América del Norte los vehículos se clasifican según su capacidad interior total de pasajeros, mientras que los camiones se clasifican según su peso bruto (GVWR). Los segmentos de vehículos en la Unión Europea usan sus medidas exteriores para describir su tamaño. Las clasificaciones de vehículos asiáticos son una combinación de dimensiones y cilindrada.

## América del Norte

### Estados Unidos
En los Estados Unidos se utilizan las clasificaciones de vehículos de cuatro agencias gubernamentales: la Agencia de Protección Ambiental (EPA), la NHTSA (NHTSA como parte de su programa NCAP), la Administración Federal de Carreteras (FHWA) y la Oficina del Censo de los Estados Unidos. El Insurance Institute for Highway Safety también tiene su propio sistema de clasificación que es utilizado por la mayoría de las compañías de seguros de vehículos en los EE. UU.

#### EPA
Las clases de tamaño de la EPA se definen en el Reglamento federal, Título 40 — Protección del medio ambiente, Sección 600.315-08 "Clases de automóviles comparables". Esta información se repite en la Guía de Economía de Combustible ("U.S. Fuel Economy Guide"). Las clases de automóviles de pasajeros se definen en función del índice de volumen interior (el volumen combinado de pasajeros y carga) y son las siguientes:
| Clase         | Índice de volumen interior combinado de pasajeros y carga |
| ------------- | --------------------------------------------------------- |
| Minicompacto  | < 85 pies cúbicos (2406,9 L)                              |
| Subcompacto   | 85-99,9 pies cúbicos (2406,9-2828,8 L)                    |
| Compacto      | 100-109,9 pies cúbicos (2831,7-3112,0 L)                  |
| Tamaño medio  | 110-119,9 pies cúbicos (3114,8-3395,2 L)                  |
| Tamaño grande | ≥ 120 pies cúbicos (3398,0 L)                             |

| Clase   | Índice de volumen interior             |
| ------- | -------------------------------------- |
| Pequeño | < 130 pies cúbicos (3681,2 L)          |
| Medio   | 130-159 pies cúbicos (3681,2-4502,4 L) |
| Grande  | ≥ 160 pies cúbicos (4530,7 L)          |

Las clases de camionetas están definidas por la clasificación de peso bruto del vehículo ("gross vehicle weight rating") (GVWR). El Administrador clasifica las camionetas ligeras (automóviles que no son de pasajeros) en las siguientes clases: camionetas pequeñas, camionetas estándar, camionetas, minivan y SUV. A partir del año 2013, los SUV se dividieron entre vehículos utilitarios deportivos pequeños y vehículos utilitarios deportivos estándar. Las camionetas pickup y los SUV se dividen según la clasificación de peso bruto del vehículo (GVWR). Para una línea de productos con más de un GVWR, se establece el valor del GVWR característico calculando el promedio aritmético de todos los valores GVWR distintos menores o iguales a 8500 libras (3855,5 kg) disponibles para esa línea de productos.
| Clase                          | GVWR                      | GVWR                                  |
| ------------------------------ | ------------------------- | ------------------------------------- |
| Pickup                         | Pequeño                   | <6000 libras (2721,6 kg)              |
| Pickup                         | Standard                  | 6000-8500 libras (2721,6-3855,5 kg)   |
| Furgón                         | Pasajeros                 | < 10 000 libras (4535,9 kg)           |
| Furgón                         | Carga                     | < 85 libras (38,6 kg)                 |
| Miniván                        | < 8500 libras (3855,5 kg) | < 8500 libras (3855,5 kg)             |
| SUV                            | Pequeño                   | < 6000 libras (2721,6 kg)             |
| SUV                            | Estándar                  | 6000-10 000 libras (2721,6-4535,9 kg) |
| Vehículo de propósito especial | < 8500 libras (3855,5 kg) | < 8500 libras (3855,5 kg)             |

Los vehículos de propósito especial son todos los automóviles con GVWR menor o igual a 8.500 libras y todos los vehículos de pasajeros de servicio mediano que poseen características especiales y que el Administrador determina que se clasifican de manera más apropiada por separado de los automóviles típicos o que no cumplen con los requisitos de los párrafos (a) (1) y (2) de esta sección.

#### NHTSA
A diferencia de la EPA, que agrupa los automóviles por volumen interior, la NHTSA agrupa los automóviles para las pruebas NCAP por categoría de peso.
| Clase                                                 |
| ----------------------------------------------------- |
| Coches de pasajeros mini (PC/Mi) (1,500–1,999 lb)     |
| Coches de pasajeros ligeros (PC/L) (2,000–2,499 lb)   |
| Coches de pasajeros compactos (PC/C) (2,500–2,999 lb) |
| Coches de pasajeros medianos (PC/Me) (3,000–3,499 lb) |
| Coches de pasajeros pesados (PC/H) (3,500 lb y más)   |
| Vehículos deportivos utilitarios (SUV)                |
| Pickups (PU) Furgones (VAN)                           |

#### FHWA
Desarrollado en la década de 1980, el conjunto de reglas de clasificación de 13 categorías de la Administración Federal de Carreteras se utiliza actualmente para la mayoría de los requisitos de informes federales y sirve como base para la mayoría de los sistemas estatales de clasificación de vehículos.
| Clase Grupo | Clase Definición                                                   | Clase Incluye | Número de Ejes |
| ----------- | ------------------------------------------------------------------ | --- | -------------- |
| 1           | Motocicletas                                                       | Motocicletas | 2              |
| 2           | Coches de pasajeros                                                | Todos los coches Coches con remolque de un eje Coches con remolque de dos ejes | 2, 3, o 4      |
| 3           | Otros vehículos de una sola unidad de dos ejes y cuatro neumáticos | Pick-ups y furgonetas Pick-ups y furgonetas con remolques de uno y dos ejes | 2, 3           |
| 4           | Autobuses                                                          | Autobuses de 2 y 3 ejes | 2 o 3          |
| 5           | Camiones de una sola unidad de dos ejes, seis neumáticos           | Camiones de dos ejes | 2              |
| 6           | Camiones monobloque de tres ejes                                   | Camiones de tres ejes Camiones de tres ejes sin remolques | 3              |
| 7           | Camiones de una sola unidad de cuatro o más ejes                   | Camiones monobloque de cuatro, cinco, seis y siete ejes | 4 o más        |
| 8           | Camiones de un solo remolque de cuatro o menos ejes                | Camiones de dos ejes que arrastran remolques de uno y dos ejes Camiones de dos ejes que arrastran remolques de uno y dos ejes Camiones de tres ejes que arrastran remolques de un eje | 3 o 4          |
| 9           | Camiones de un solo remolque de cinco ejes                         | Camiones de dos ejes que arrastran remolques de tres ejes Camiones de tres ejes que arrastran remolques de dos ejes Camiones de tres ejes que arrastran remolques de dos ejes         | 5              |
| 10          | Camiones de un solo remolque de seis o más ejes                    | Varias configuraciones | 6 o más        |
| 11          | Camiones con múltiples remolques de cinco o menos ejes             | Varias configuraciones | 4 o 5          |
| 12          | Camiones con múltiples remolques de seis ejes                      | Varias configuraciones | 6              |
| 13          | Camiones con múltiples remolques de siete o más ejes               | Varias configuraciones | 7 o más        |
| 14          | Sin usar                                                           | ---- | ----           |
| 15          | Vehículo sin clasificar                                            | Varias configuraciones | 2 o más        |

Fuente: Verification, Refinement, and Applicability of Long-Term Pavement Performance Vehicle Classification Rules, FHWA}}

#### Oficina del Censo de EE.UU.
La Oficina del Censo registra el número de camiones de Estados Unidos. Los propietarios de camiones grandes (NHTSA clases 4-13) reciben una encuesta estándar, y los propietarios de camiones pequeños (camionetas, furgonetas, minivans y vehículos deportivos utilitarios) (NHTSA clase 3) reciben una encuesta más breve. Se debe tener en cuenta que en los Estados Unidos las agencias gubernamentales consideran que todas las camionetas, camionetas, minivans y vehículos deportivos utilitarios son camiones para fines reglamentarios, sin importar el método de construcción que se utilice, ya sea monobloque o de carrocería sobre chasis. Los pickup cupé de servicio público se consideran camionetas en los EE.UU., no automóviles. Los SUV siempre se consideran camionetas, aunque hay algunos CUV con poca distancia al suelo que se consideran camionetas o coches con puerta trasera si están dedicados a fines reglamentarios.

#### IIHS
El Instituto de Seguros tiene su propio programa de pruebas de choque y agrupa los automóviles por su peso en vacío y sombra en seis clases: micro, mini, pequeño, mediano, grande y muy grande.
| Peso en vacío (libras) | Sombra <70 pies cuadrados | Sombra 70-79 pies cuadrados | Sombra 80-89 pies cuadrados | Sombra 90-99 pies cuadrados | Sombra 100-109 pies cuadrados | Sombra 110+ pies cuadrados |
| ---------------------- | ------------------------- | --------------------------- | --------------------------- | --------------------------- | ----------------------------- | -------------------------- |
| 4000+                  | -                         | -                           | mediano                     | grande                      | muy grande                    | muy grande                 |
| 3500 - 3999            | -                         | pequeño                     | mediano                     | grande                      | grande                        | muy grande                 |
| 3000 - 3499            | -                         | pequeño                     | mediano                     | mediano                     | grande                        |                            |
| 2500 - 2999            | -                         | pequeño                     | pequeño                     | tamaño medio                |                               |                            |
| 2000 - 2499            | -                         | mini                        | pequeño                     |                             |                               |                            |
| <2000                  | micro                     |                             |                             |                             |                               |                            |

### Canadá
Los automóviles se dividen en seis clases según el volumen interior, como se muestra en la siguiente tabla. Estas clases no están definidas en las regulaciones canadienses, sino en la Guía de consumo de combustible publicada por Natural Resources Canada. El índice de volumen interior se calcula a partir del espacio combinado de pasajeros y maletero o carga. Las camionetas, los vehículos especiales y las furgonetas se segmentan en sus propias clases respectivas. Como la mayoría de los automóviles canadienses comparten diseños con los automóviles estadounidenses, las clasificaciones de Canadá se asemejan mucho a las de los Estados Unidos.
| Clase                 | Tamaño interior en litros (pies cúbicos) |
| --------------------- | ---------------------------------------- |
| Biplaza               | (Indefinido)                             |
| Automóvil subcompacto | Menos de 2830 (99,9)                     |
| Automóvil compacto    | 2830–3115 (99,9–110)                     |
| Tamaño medio          | 3115–3400 (110–120)                      |
| Tamaño completo       | Más de 3400 (120)                        |

Las clases de vehículos para camiones se enumeran en el Reglamento sobre emisiones de motores y vehículos de carretera (SOR/2003-2), publicado en Canada Gazette Part 2, Vol. 137 No. 1.
| Clase                                     | GVWR en kg (libras)          | Peso en vacío en kg (libras) | Área frontal en m² (pies cuadrados) |
| ----------------------------------------- | ---------------------------- | ---------------------------- | ----------------------------------- |
| Camión ligero para trabajo ligero         | 2722 (6000) o menos          | 2722 (6000) o menos          | Máximo 4,2 (45,2)                   |
| Camión ligero                             | 3856 (8500) o menos          | 2722 (6000) o menos          | Máximo 4,2 (45,2)                   |
| Camión pesado de trabajo ligero           | Más de 2722–3856 (6000–8500) | 2722 (6000) o menos          | Máximo 4,2 (45,2)                   |
| Vehículo pesado                           | Más de 3856 (8500)           | Más de 2722 (6000)           | Más de 4,2 (45,2)                   |
| Vehículo de pasajeros de servicio mediano | Igual que un vehículo pesado | Menos de 4536 (10000)        | Igual que un vehículo pesado        |

El vehículo de pasajeros de servicio mediano se clasifica como un vehículo de servicio pesado que está diseñado principalmente para el transporte de hasta 12 personas.
Las motocicletas están clasificadas como vehículos de carretera con un faro, luz trasera y luz de freno que tiene dos o tres ruedas y un peso en vacío de 793 kg o menos, pero no incluye un vehículo que tiene un desplazamiento del motor de menos de 50 cc, o que, con un conductor de 80 kg (176 libras):
- No se puede arrancar desde punto muerto utilizando solo el motor
- No puede exceder una velocidad de 40 km/h en una superficie pavimentada nivelada

## Europa

### CEE
Los segmentos de vehículos en Europa no tienen caracterización formal ni normativa. Tienden a basarse en la comparación con modelos de marcas conocidas. Por ejemplo, un automóvil como el Volkswagen Golf podría describirse como de la clase de tamaño Ford Focus, o viceversa. El Volkswagen Polo es más pequeño, por lo que pertenece a un segmento por debajo del Golf, mientras que el Passat más grande está un segmento por encima.
Los nombres de los segmentos se mencionaron, pero no se definieron, en 1999 en un documento de la UE titulado Caso n.o COMP/M.1406 REGLAMENTO HYUNDAI/KIA (CEE) n.o 4064/89 PROCEDIMIENTO DE FUSIÓN.
- Segmento A: mini coches
- Segmento B: coches pequeños
- Segmento C: coches medianos
- Segmento D: coches grandes
- Segmento E: coches ejecutivos
- Segmento F: coches de lujo
- Segmento J: coches deportivos utilitarios (incluidos los todo terreno)
- Segmento M: coches multipropósito
- Segmento S: coches deportivos

### EuroNCAP
La Euro NCAP aplica una prueba de seguridad estándar a todos los automóviles nuevos. Los resultados se enumeran en categorías separadas para permitir a los posibles compradores de vehículos comparar modelos de tamaño y forma similares:
- Automóviles familiares pequeños (también para superminis sedán independientes, como el Dacia Logan)
- Segmento D (incluye automóviles ejecutivos compactos)
- Automóviles ejecutivos (para coches caros de más de 4,80 m de largo)
- Convertibles
- Pequeños todoterrenos (similar a la categoría crossover de América del Norte)
- Grandes vehículos todoterreno (similar a la categoría SUV de América del Norte)
- MPV pequeños (tanto mini MPV como MPV compacto)
- Monovolumen grande

## Rusia y en parte de la CEI
En la antigua Unión Soviética estuvo vigente el Estándar Unificado de la Industria (Sistema soviético y ruso para numerado de automóviles) de 1966, que establece la división de automóviles en clases según su cilindrada y peso en seco, así como la nomenclatura correspondiente de designaciones de modelos, uniforme para todas las fábricas de automóviles del país.
La clasificación es la siguiente (volumen en cm³ y peso en kg):
| Dígito | Clase         | Grupo   | Cilindrada del motor (cc) | Peso en seco (kg) | Ejemplos                                |
| ------ | ------------- | ------- | ------------------------- | ----------------- | --------------------------------------- |
| 1      | Extra Pequeño | Primero | hasta 849                 | hasta 649         | ZAZ-965, Lada Oká/VAZ-1111 Oka          |
| 1      | Extra Pequeño | Segundo | 850 a 1099                | 650 a 799         | Moskvitch 400, ZAZ-966, ZAZ-1102 Tavria |
| 2      | Pequeño       | Primero | 1100 a 1299               | 800 a 899         | Moskvitch 402, Lada Zhiguli/VAZ-2101    |
| 2      | Pequeño       | Segundo | 1300 a 1499               | 900 a 1049        | Moskvitch 408, VAZ-2103                 |
| 2      | Pequeño       | Tercero | 1500 a 1799               | 1050 a 1149       | Moskvitch 412, VAZ-2106                 |
| 3      | Medio         | Primero | 1800 a 2499               | 1150 a 1299       | GAZ M-20 Pobeda Victoria                |
| 3      | Medio         | Segundo | 2500 a 3499               | 1300 a 1499       | GAZ-21 Volga                            |
| 4      | Grande        | Primero | 3500 a 4999               | 1500 a 1899       | ZIM (GAZ-12)                            |
| 4      | Grande        | Segundo | 5000 y más                | 1900 y más        | GAZ-13 Gaviota                          |
| 5      | Más alto      | -       | (no regulado)             | (no regulado)     | ZIL-111, ZIL-114                        |

De acuerdo con esta norma de la industria, la clase y el tipo de vehículo se incluyen en la designación del modelo del formulario, donde:
- a - clase de automóvil (1-muy pequeño, 2-pequeño, 3-mediano, 4-grande para automóviles; * los autobuses y camiones usan su propio sistema de designación);
- b - tipo de vehículo (1 pasajeros, 2 autobuses, 3 camiones, 4 tractores, 5 volquetes, 6 tanques, 7 camionetas, 9 vehículos especiales);
- c y d - número de serie del modelo.

En algunos casos, se pueden agregar el quinto y sexto dígitos para indicar la modificación, así como dos o tres dígitos más separados por un guion para indicar el rendimiento de un modelo en particular.
No todos los modelos de la era soviética eran compatibles con este sistema. Por ejemplo, el GAZ-31013 (una versión a pequeña escala del Volga GAZ-3102 con un motor V8 de 5,53 litros) pertenecía la clase grande por motor, y en términos de peso, a la clase media. Pero la mayoría de los modelos todavía encajan en los tipos establecidos por esta nomenclatura.
Actualmente, este sistema se sigue utilizando en la industria automotriz rusa y también se emplea para determinar el tipo de vehículo a efectos fiscales. En este caso, nuevamente, hay un problema con los coches que caen en una clase en términos de desplazamiento y en otra en términos de peso.
Sin embargo, la mayoría de las fábricas de automóviles lo mantienen solo para uso interno. Por ejemplo, el VAZ-2110 y sus modificaciones se promocionaron en el mercado como LADA 110, dado que el "diez" ya es un nombre muy empleado. Los modelos más nuevos, como el Lada Kalina/VAZ-1118 y el Lada Priora, son más conocidos por sus códigos de letras, y sus designaciones digitales de acuerdo con la norma (respectivamente, VAZ-1118 y VAZ-2170 para los sedanes básicos) se utilizan principalmente en la documentación de fábrica. Además, la asignación de índices a modelos y modificaciones no se ha aplicado de forma sistemática últimamente.

## Asia

### China
Las categorías de tamaño de vehículo para vehículos de pasajeros para el programa NCAP de China según lo define el Centro de Investigación y Tecnología Automotriz de China (CATARC) pueden parecer similares al sistema europeo, pero su aplicación es más cercana a la japonesa.
- Los vehículos de Categoría A (segmento A) son vehículos de 2 cajas de entre 4 y 4,5 metros de longitud o de tres cajas (es decir, sedanes con maletero) con motores de menos de 1600 cc.
- Los vehículos de Categoría B (segmento B) miden más de 4,5 m de longitud con motores de más de 1600 cc.
- Vehículos multipropósito o MPV
- Vehículos deportivos utilitarios o SUV

### India
La Sociedad de Fabricantes de Automóviles de la India (SIAM) divide los vehículos de pasajeros indios en los segmentos A1, A2, A3, A4, A5, A6, B1, B2 y SUV. La clasificación se realiza únicamente en función de la longitud del vehículo. Los detalles de los segmentos figuran a continuación:
| Segmento de coche | Longitud del coche | Clasificación                           | Modelo de coche perteneciente al segmento |
| ----------------- | ------------------ | --------------------------------------- | --- |
| A1                | Hasta 3400 mm      | Automóviles ultracompactos ( A)         | Suzuki Alto, Tata Nano, Mahindra e2o |
| A2                | 3401 a 4000 mm     | Menos de cuatro metros ( B)             | Maruti Suzuki Wagon R, Hyundai i10, Suzuki Swift, Suzuki Baleno (2015), Hyundai Xcent, Honda Amaze, Maruti Suzuki Dzire, Ford Aspire, Dacia Logan, Hyundai i20, Tata Zest |
| A3                | 4001 a 4500 mm     | Sedan medianos de nivel de entrada ( C) | Hyundai Accent, Honda City, Suzuki Ciaz |
| A4                | 4501 a 4700 mm     | Coches familiares pequeños ( C)         | Toyota Corolla, Škoda Octavia, Chevrolet Cruze |
| A5                | 4701 a 5000 mm     | Medianos ( D) Coches ejecutivos ( E)    | Segmento D: Toyota Camry, Škoda Superb Segmento E: Mercedes-Benz Clase E, BMW Serie 5                                                                                     |
| A6                | Más de 5000 mm     | Grandes salones ( F)                    | Mercedes-Benz Clase S, Audi A8, BMW Serie 7, Jaguar XJ |
| B1                | <4001 mm           | Furgonetas pequeñas                     | Suzuki Carry, Tata Venture |
| B2                | > 4000 mm          | Monovolúmenes / monovolúmenes medianos  | Toyota Innova, Suzuki Ertiga, Mahindra Marazzo, Kia Carnival |
| SUV               | Cualquiera         | SUV                                     | Dacia Duster, Honda CR-V, Ford Endeavour, Hyundai Creta, Audi Q7, Toyota Land Cruiser                                                                                     |

### Japón
Las clases de tamaño de vehículo en Japón son bastante simples en comparación con otros países. Las clasificaciones se establecieron bajo la Ley de Vehículos de Carretera del Gobierno Japonés de 1951. Hay solo tres clases diferentes definidas por regulaciones. Las regulaciones de dimensiones se aplican a las medidas exactas. Estos estándares de clasificación se aplican a todos los vehículos dentro de la jurisdicción de Japón, y no se hace ninguna consideración especial por el origen de la fabricación de los vehículos. La ley japonesa regula todos los vehículos que no viajan sobre raíles o que no funcionan mediante el contacto físico con líneas eléctricas aéreas. La ley regula los vehículos que funcionan con una fuente de energía autónoma. Los coches más pequeños son más populares en Japón debido a las condiciones de conducción confinadas y los límites de velocidad.
- Keijidosha (automóviles ligeros): los compradores de automóviles Kei disfrutan de una serie de beneficios sobre impuestos, registro y otras tasas para fomentar la compra de estos pequeños vehículos (entre los vehículos de carretera que requieren una licencia). Las regulaciones se han actualizado varias veces en los años para permitir el desarrollo de automóviles más grandes y potentes y mantener la demanda a medida que los compradores adquirieron mayor poder adquisitivo y para mejorar el rendimiento de la protección contra colisiones. La normativa vigente establece que un coche kei es un vehículo de menos de 3,4 m (11,2 pies) de largo, 1,48 m (4,9 pies) de ancho, 2 m (6,6 pies) de alto, con una cilindrada máxima de 660 cm³ (0,7 L) y una potencia máxima de 64 CV (47 kW; 63 HP). Los microcoches extra pequeños están disponibles con un tamaño de motor no mayor de 49 cm³ (0 L), identificados con una placa de matrícula azul claro y texto azul.
- Vehículos de pasajeros de tamaño pequeño, comúnmente llamados vehículos de "5 números" en referencia al prefijo de sus matrículas. Esta clase se define como limitada a vehículos de menos de 4,7 m (15,4 pies) de largo, 1,7 m (5,6 pies) de ancho, 2 m (6,6 pies) de alto y con cilindrada igual o inferior a 2000 cm³ (2 L). Las furgonetas, camiones y camionetas (considerados vehículos comerciales en Japón) en la clase de tamaño compacto reciben un prefijo de licencia de "4 números". Antes de 1989, la tasa impositiva anual de la clase de tamaño normal era más del doble para esta clase, por lo que la mayoría de los automóviles japoneses se fabricaban dentro de los requisitos de la clase de tamaño pequeño. Ahora, la tasa impositiva anual solo varía con el desplazamiento del motor, aunque los utilitarios de clase pequeña siguen siendo populares en el mercado japonés, y los fabricantes japoneses realizan mejoras regulares a los productos de tamaño compacto para maximizar el alojamiento interior sin dejar de estar dentro de los límites exteriores.
- Vehículos de pasajeros de tamaño normal, comúnmente llamados "número 3" en referencia al prefijo de sus matrículas (los camiones y autobuses de más de 2000 cc tienen números de matrícula que comienzan con 1 y 2 respectivamente), miden más de 4,7 m (15,4 pies) de largo, 1,7 m (5,6 pies) de ancho, 2 m (6,6 pies) de alto o con cilindrada por encima de 2000 cm³ (2 L). Esta regulación también exige que todos los vehículos de pasajeros no pueden exceder los 6 m (19,7 pies) de largo o 2 m (6,6 pies) de ancho. Según las condiciones del mercado, vehículos como el Honda Legend de primera generación (variantes V6Gi y V6Zi más cortos y estrechos, con un motor 2.0 V6) y el Mitsubishi Starion se produjeron en "tamaño compacto" (con menos de 4.7 m de largo y 1,7 m de ancho) para el mercado japonés, y versiones más largas o más anchas de "tamaño de pasajero", principalmente para la exportación.

Las motocicletas también tiene definiciones de clasificación basadas en el tamaño del motor:
Ciclomotor de clase Iel tamaño del motor debe ser igual o inferior a 50 cc, identificado por un texto azul y una placa blanca extra pequeña.
Ciclomotor de clase II (B)el tamaño del motor está entre 50 y 90 cc, identificado por texto azul y placa amarilla extra pequeña.
Ciclomotor de clase II (MIG)el tamaño del motor está entre 90-125 cc, identificado por texto azul y una placa rosada extra pequeña (el color de la placa puede variar según los requisitos regionales)
Motocicleta ligerael tamaño del motor es de entre 125 y 250 cc, identificado por un texto verde y una pequeña placa blanca.
Motocicleta medianael tamaño del motor es de 250 a 400 cc, identificado por un contorno verde y un texto verde con una pequeña placa de matrícula blanca.
Motocicleta grandeel tamaño del motor es superior a 400 cc, identificado por un contorno verde y un texto verde con una pequeña placa blanca.
Todos los vehículos con una cilindrada superior a 250 cc deben someterse a una inspección (llamada "Shaken" en Japón). El impuesto basado en el peso del vehículo y el seguro obligatorio generalmente se pagan en este momento. Esto es independiente del impuesto de tenencia que se paga anualmente. El impuesto de circulación varía desde 3000 yenes para automóviles kei, hasta los 22.000 para automóviles de tamaño normal con motores de 4,6 litros.